# Cafeara
Cafeara est une ville brésilienne de l'État du Paraná. Sa population était estimée à 2 853 habitants en 2014.